# Sophora exigua
Sophora exigua är en ärtväxtart som beskrevs av William Grant Craib. Sophora exigua ingår i släktet soforor, och familjen ärtväxter. Inga underarter finns listade i Catalogue of Life.